# 本郷薬品
本郷薬品株式会社（ほんごうやくひん）は、東京都文京区本郷に本社を置く主に医薬品・医療機器の卸売りを扱う企業であった。昭和63年クラヤ薬品株式会社と合併した。「稲畑産業」（住友製薬）系医薬品卸。現在は、メディパルホールディングスグループの一社「メディセオ（旧・クラヤ三星堂）」である。

## 概要
- 代表者　代表取締役社長　緒方和夫

## 沿革
- 昭和20年12月 設立
- 昭和42年1月稲畑産業が株式の48.3%を取得して業務提携
- 昭和45年4月 小堺薬品産業株式会社を合併
- 昭和63年 クラヤ薬品株式会社と合併

## 大株主
- 稲畑産業株式会社
- 端稲株式会社

## 主な取引メーカー
- 住友製薬
- 協和発酵
- 萬有製薬
- 大塚製薬
- 武田薬品工業
- 中外製薬
- 田辺製薬（現:田辺三菱製薬）
- 日本商事
- 日本ブリストル
- 鳥居薬品

## 関連企業
- 住友化学工業
- 稲畑産業
- 端稲
- 健康科学研究所

## 営業所
- 東京都:杉並区・世田谷区・多摩市・日野市・保谷市
- 神奈川県:横浜市・鎌倉市・川崎市
- 千葉県:千葉市・松戸市
- 埼玉県:所沢市・大宮市